# Пакаль
Пакаль, Пакаль Великий, Кинич Ханаб Пакаль I (майя: K’ihnich Janaa[h]b' Pakal — «Сияющий … Щит») (23 марта 603 — 28 августа 683) — правитель Бакальского царства майя со столицей в Лакам-Ха (Паленке) с июля 615 года по август 683 года.
Титул: священный Бакальский владыка (транслитерация: K’UH-B’AK-la 'AJAW, транскрипция: k’uhul B’aaku’l(?) 'ajaw), священный Матавильский владыка (транслитерация: K’UH-MAT-[wi]-la-'AJAW, транскрипция: k’uhul Mat[a]wiil 'ajaw), западный каломте (транслитерация: 'OCH-K’IN-KAL-ma-TE', транскрипция: 'ochk'iin kalo'mte')

## Имя

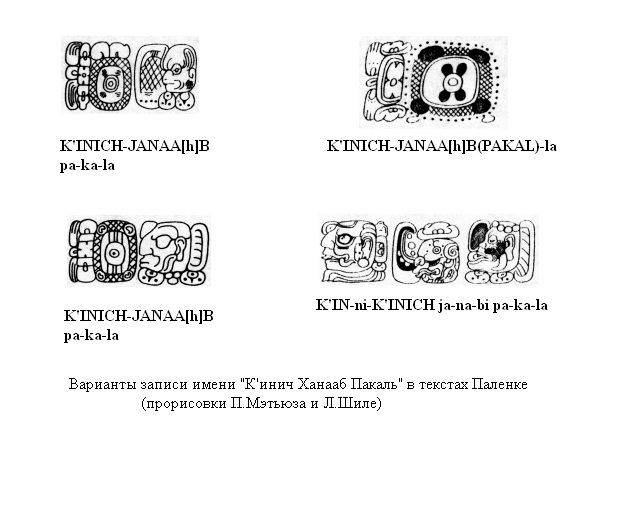
Варианты записи имени в текстах Паленке.

Имя, под которым известен этот правитель, — первое имя майя Классического периода (IV—IX века н. э.), прочитанное современными исследователями. Это тронное имя (в надписях Паленке имена такого рода обозначаются термином K’UH-K’AL-HUN-li K’AB’A', «священное венчальное имя»). Правители получали их после вступления на престол; они, по всей видимости, указывали на их тотемных покровителей. В данном случае таковым является водяная лилия (jan naa[h]b), имеющая дополнительный эпитет pakal, «щит». В текстах, сообщающих о мифологических временах, упоминается персонаж по имени Йаш Читим Ханааб Пакаль, «Праотец Водяная Лилия — Щит». Элемент K'ihnich, «Жарчайший», достаточно часто встречается в именах майяских правителей классического периода. Личное, полученное при рождении, имя К’инич Ханааб Пакаля неизвестно.

## Биография

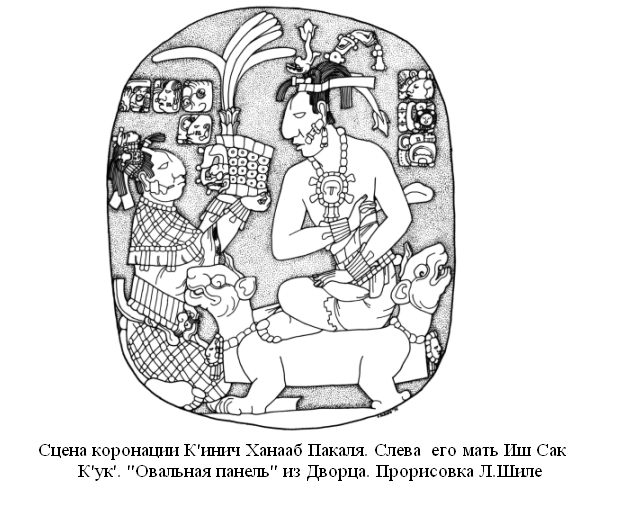
Сцена коронации с "Овальной панели" из дворца.

К’инич-Ханааб-Пакаль I — 11 в известной последовательности правителей Баакуля.
Основные биографические данные:
- Родился: 9.8.9.13.0, 8 Ахау 13 К’анхалау (23 марта 603 года).
- Воцарился: 9.9.2.4.8, 5 Ламат 1 Моль (26 июля 615 года).
- Умер: 9.12.11.5.18, 6 Тоо’к’ 11 Яшсио’м (28 августа 683 года).
- Годы правления: 615—683.

### Семья
- Жена: Иш-Цакбу-Ахав
- Отец: Кан-Мо-Хиш
- Мать: Иш-Сак-К’ук
- Сыновья:
  - Кинич-Кан-Балам II
  - Кинич-Кан-Хой-Читам II
  - Тиволь-Чан-Мат?[2]

### Происхождение и обстоятельства воцарения
Данные анализа костных останков свидетельствуют, что Пакаль родился и провёл детство в Лакам-Ха (Паленке). Однако к предыдущей династии правителей этого города (Баакульских владык) он принадлежал только по линии матери, Иш-Сак-К’ук; его отец Кан-Мо-Хиш носил титул «владыки Чох» (пока ещё недостаточно известное государственное образование) и прав на баакульский престол не имел.
Детство Пакаля пришлось на крайне неблагоприятное для его родного города время: дважды, в 599 году (согласно общепринятой точке зрения) и в 611 году Лакам-Ха был взят и опустошён войсками самого могущественного в то время государства майя — Канульского царства (с позднейшей столицей в Калакмуле) и его союзников. Ослабленное Баакульское царство подверглось нападениям со стороны соседних городов; тексты сообщают о гибели членов царской семьи.
О предшественнике Пакаля Муваан Це-Мат-Муване позднейшие надписи отзываются негативно, обвиняя его в нечестии по отношению к главным городским богам. В связи с этим Д. Беляев и А. Сафронов предполагают, что Це-Мат-Муван был ставленником Канульских владык, а возведение на престол Пакаля стало победой баакульской «патриотической партии».
В любом случае, воцарение двенадцатилетнего подростка, принадлежащего к царскому роду только по женской линии, несомненно, явилось следствием гибели других претендентов на престол.

### Первые годы правления

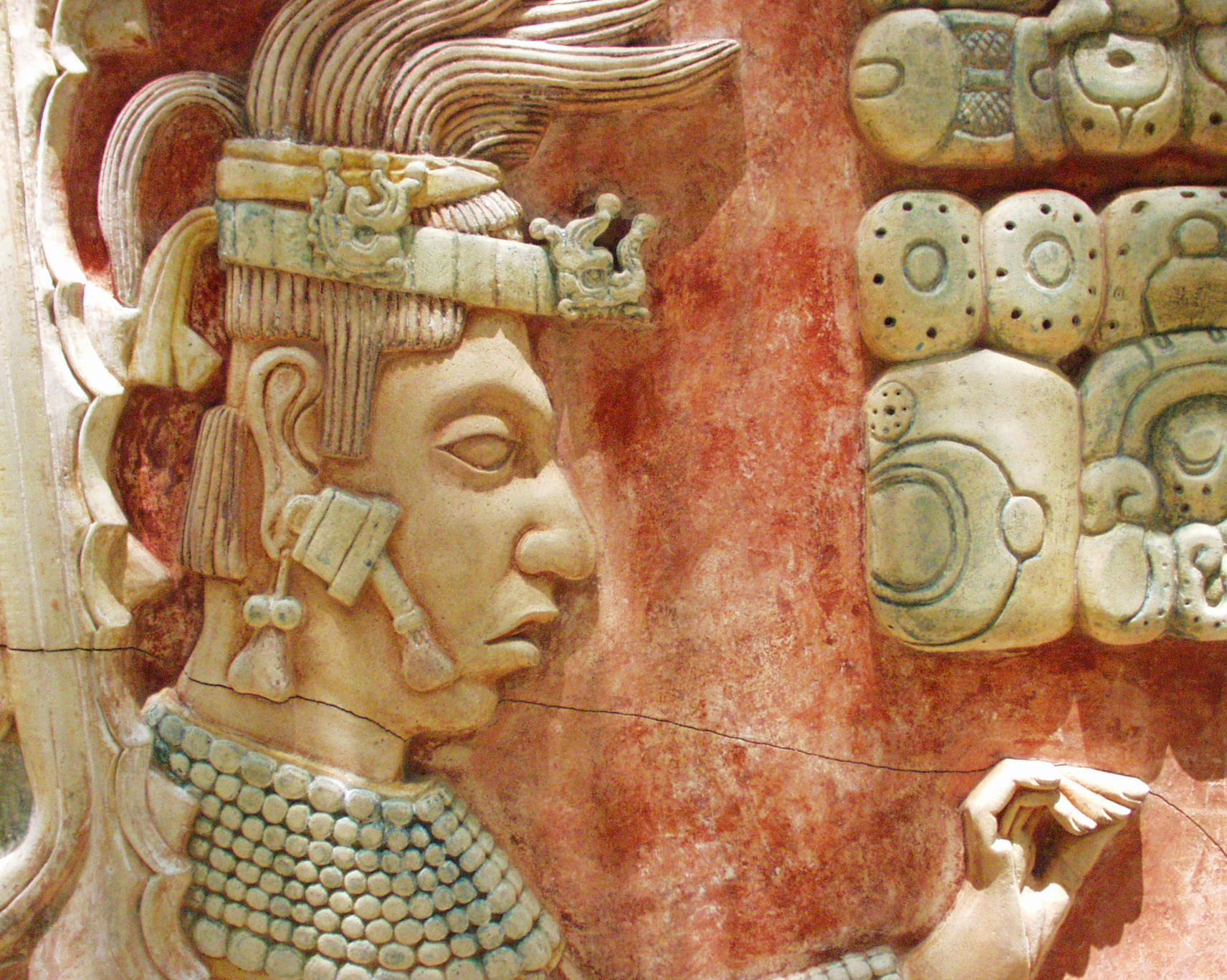
Предполагаемое изображение Пакаля в Паленке

О первой четверти века правления Пакаля почти ничего неизвестно. Упоминание об участии в важном государственном обряде «установления камня» в начале «двадцатилетия» в 633 году его матери Иш-Сак-К’ук свидетельствует в пользу того, что она была соправительницей сына, а в годы его малолетства — регентшей.
О внешней политике Баакульского царства в это время сведений почти нет. Вероятно, она была не вполне удачна. Согласно надписи из Пьедрас-Неграс, царства Йокиб, в ноябре 624 году войска из Паленке и союзного царства Сакци потерпели поражение от правителя этого города Кинич-Йональ-Ака. На внимание Паленке — Лакам-Ха к областям к западу от города, находившимся на периферии мира классических майя, кажется, указывает состоявшийся в 626 году брак молодого царя с Иш Ц’акбу(ль) Ахав, царевной из города Хуште-Кух, известного также из текстов города Тортугеро (в 65 км к западу от Паленке), следовательно, расположенного где-то между этими городами.

### Самостоятельное правление. Строительная деятельность
Несомненно, самостоятельное правление Пакаля начинается после смерти родителей (его мать скончалась в 640 году, отец — в 642 году).
Согласно интересному наблюдению З. Груби и М. Чайлда, приблизительно с середины VII века в языке паленкских надписей появляются грамматические признаки, характерные для языков чонталь, носители которых жили к северу и северо-западу от Паленке. Это может быть следствием того, что к этому времени К’инич Ханааб Пакалю удалось достичь союза с чонтальцами, и какая-то часть говорящего по-чонтальски населения, причём, достаточно влиятельная, чтобы повлиять на язык царских надписей, появилась в Паленке.
Признаком усиления Баакульского царства в средине 650-х годов является также смена титула правителя: в надписи 654 года Ханааб Пакаль имеет высший среди правителей майя титул «западного кало’мте». Кроме того, правитель Паленке принимает титул «священного Матавильского владыки». Матавиль (или Матвиль) — название некой прародины, поэтому за названным титулом могли скрываться определённые политические претензии, но он может указывать и на территориальные приобретения.
Стабилизация экономического и политического положения Паленке позволила Пакалю начать в столице реализацию масштабной строительной программы. Его первой известной постройкой является законченный в марте 647 года «Забытый Храм» («Templo Olvidado»), сооружённый, вероятно, как усыпальница отца. К весне 654 г. было завершено строительство или перестройка цокольных сооружений Дворца и парадного тронного зала в нём («Корпус В»), осенью того же года — «Корпуса Е», в 661 — «Корпуса С», позже были сооружены дворцовые корпуса «A» и «D». В посмертных надписях Пакаля называют «обладателем пяти пирамид».
По всей вероятности, именно в это время в Паленке произошли усовершенствования строительной техники, позволившие расширить размер перекрываемого каменной кровлей пространства и создать отличающийся изяществом и гармоничностью местный архитектурный стиль. Степень личного участия правителя в строительстве определить, конечно, невозможно, однако, очевидно, что царский дворец и храмы-усыпальницы членов царской семьи строились в соответствии с его вкусами, из чего следует, что Пакаль имел безукоризненный художественный вкус.

### Войны К’инич Ханааб Пакаля

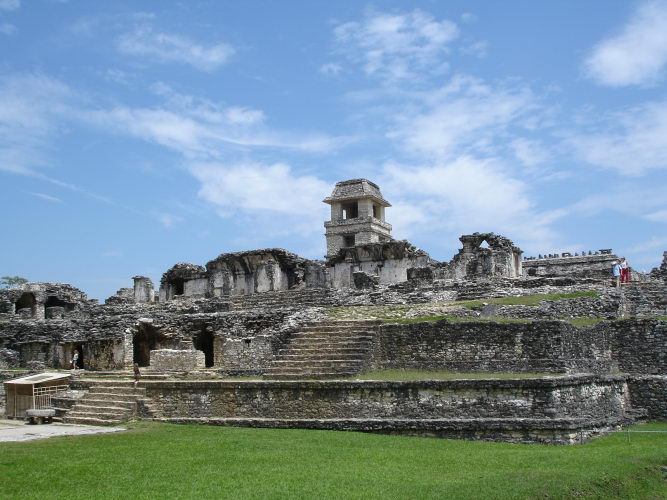
Дворец в Паленке

В конце 650-х годов К’инич Ханааб Пакаль оказывается участником крупного военного конфликта, в котором ему противостоял союз государств, расположенных к востоку от Паленке: К’ина (Пьедрас-Неграс), Пипа (Помона или Эль-Ареналь), Вак’ааб (Санта-Елена-Баланкан), Хо-Пет (на средней Усумасинте). Эту коалицию поддерживало также Канульское царство. В августе 659 года Ханааб Пакаль одержал крупную победу над неприятелями, вследствие которой был пленён (и по всей видимости казнён в Паленке) правитель Санта-Елена Ну’н Ухоль Чаак. На этом, впрочем, война не закончилась. В 662 году Пакаль вновь захватил важных пленников, приведённых в Паленке, в целом же военные действия завершились не ранее 664 года разделом сфер влияния между Паленке и Пьедрас-Неграс: в зависимость от Баакульского владыки попали Пипа и Вак’ааб, а на верхней Усумасинте сохранили своё влияние Йокибские владыки.
Ещё одну победу, имевшую какое-то особое значение, Пакаль одержал в 675 году.
О его военных успехах говорят также надписи и рельефы из Дворца («простенок F» в «корпусе D») и надпись на фрагменте из акведука, однако, неясно, когда они имели место, и кто был противниками Паленке.

### Конец правления
Последнее десятилетие царствования Пакаля также мало освещено источниками. В 672 году скончалась его супруга, Иш Ц’акбу(ль) Ахав, над могилой которой, вероятно, и был сооружен специальный храм — «Пирамида Красной Царицы» («Reina Roja» или «Храм XIII»). Впрочем, традиция матримониальных союзов с Хуште-К’ух была продолжена браком младшего из царских сыновей, Тиволь Чан Мата, с царевной Иш Кинув Мат из этого города, заключенным не позже 677 года.
К 670-м годам, по всей вероятности, относится строительство усыпальницы самого царя — не имеющего аналогий по замыслу и масштабу храма Болон Йет Наах, «Чертога Девяти Свершений», ныне известного как «Храм Надписей» («Templo de las Inscripciones»).
Как показало обследование царских останков, в старости Пакаль страдал остеопорозом и ревматизмом позвоночника, из-за чего вынужден был вести малоподвижный образ жизни. Скончался владыка, прожив 80 лет и 5 месяцев, 28 августа 683 года, и был погребен в заранее приготовленной гробнице в пирамиде «Храма Надписей» вместе с бесчисленными сокровищами и шестью принесенными в жертву молодыми людьми.

### Погребение К’инич Ханааб Пакаля

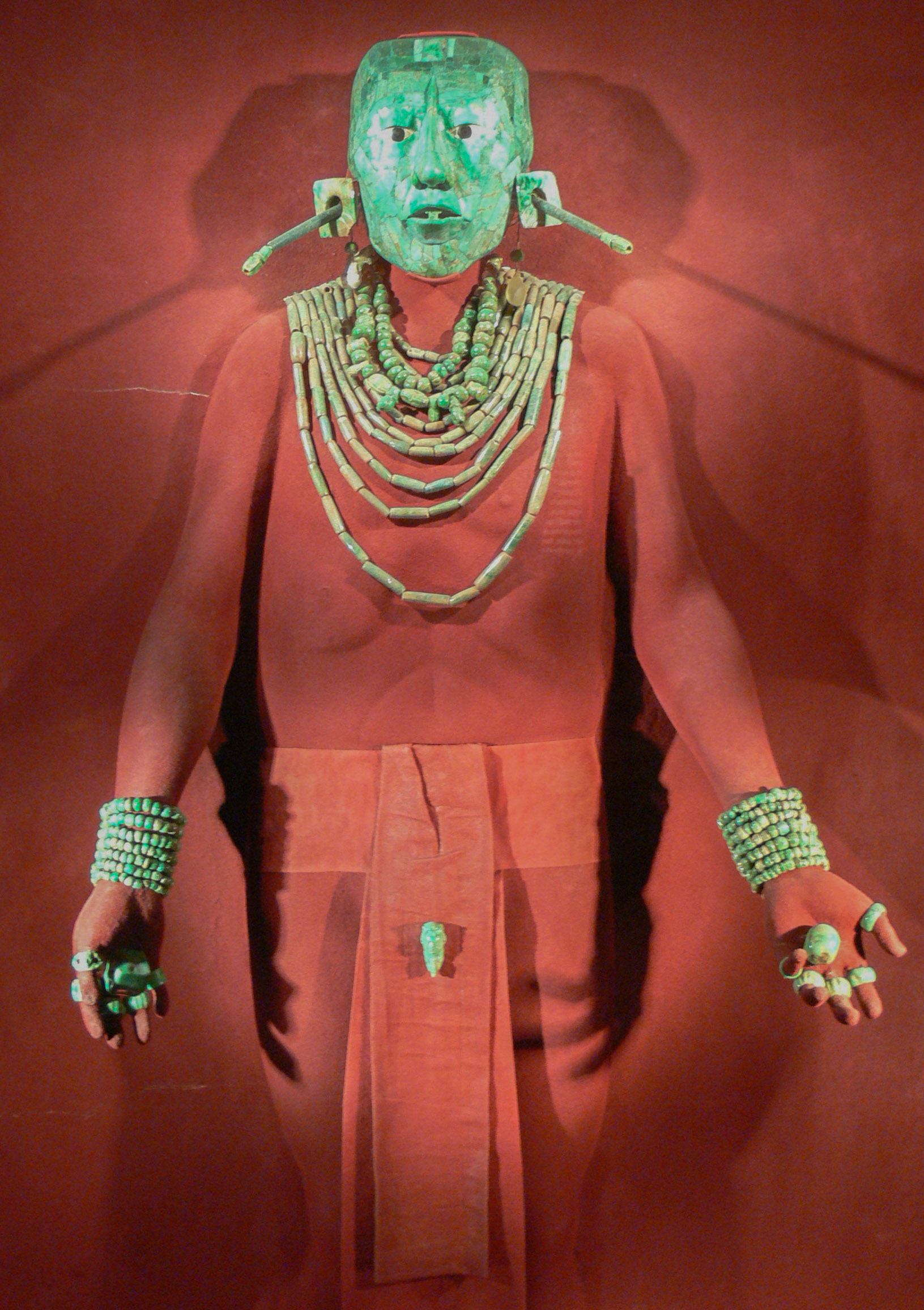
Погребальные украшения Пакаля

Погребение в крипте «Храма Надписей» в Паленке было вскрыто археологической экспедицией под руководством А. Руса Луилье 27 ноября 1952 года после четырёх лет раскопок. Высокий общественный статус усопшего не вызывал сомнений, однако, отождествление его личности вызвало определённые проблемы. Дело в том, что дважды проведённая мексиканскими антропологами (в 1952 и 1971 годы) экспертиза возраста похороненного, которая основывалась на состоянии зубов, приходила к выводу, что это лицо в возрасте между 40 и 45 годами. Между тем, в соответствии с данными надписей Пакаль умер после 80-ти лет. Лишь экспертиза 2003 года, осуществлённая с использованием новейших методов исследования костных останков, показала, что в саркофаге «Храма Надписей» был похоронен мужчина в возрасте около 80-ти лет, то есть Пакаль.
Согласно антропологическим данным, Пакаль был стройным мужчиной, хотя не обладал развитой мускулатурой. Такие выводы, в общем, согласуются с его иконографией в изобразительном искусстве Паленке. Правда, рост Пакаля разными антропологами определяется по-разному: в отчёте экспертизы 1970-х годов указывается 1 метр 73 см. (что для майя весьма высокий рост), В. Тислер приводит другую цифру — 1 метр 63 см.

## Потомки Пакаля
От Иш Ц’акбу(ль) Ахав у правителя было по меньшей мере три сына: Ах Пицлаль О’ль (родился в 635 году), наследовавший отцу под именем Кинич-Кан-Балама II (684—702 годы), Хуш Ак’иин (?) Мат (родился в 644 году), правивший под именем Кинич-Кан-Хой-Читама II (702—720/721 годы) и Тиволь Чан Мат (648—680 годы), от которого происходят последующие правители Баакульского царства по крайней мере до 784 года.
В царских надписях Паленке Пакаль рассматривался как фактический родоначальник, и его упоминание в них является общим правилом.
В наше время Пакаль является, несомненно, самым известным из правителей древних майя; его портрет в молодости (так называемая «голова молодого воина») является одним из символов цивилизации доколумбовых майя.